# Omi (álbum)
Omi es el segundo álbum de la banda chilena Tobías Alcayota, lanzado en diciembre de 1999 por el sello discográfico Combo Discos.
El disco se caracteriza, así como la discografía general de la banda, por la fusión de elementos de rock experimental con música folclórica o étnica. Los instrumentos que se utilizan son la batería, la guitarra y teclados, además de flautas y ocarinas.
En abril de 2008, la edición chilena de la revista Rolling Stone situó a este álbum en el lugar n.º. 50 dentro de los 50 mejores discos chilenos de todos los tiempos.

## Lista de canciones
| Omi   |                                     |          |  |
| N.º   | Título                              | Duración |  |
| 1.    | «Crepúsculo»                        | 11:34    |  |
| 2.    | «Este era el aire»                  | 4:40     |  |
| 3.    | «Ciclones»                          | 7:44     |  |
| 4.    | «Dos ojos que me miran y me rascan» | 2:48     |  |
| 5.    | «Reencuentro»                       | 6:42     |  |
| 33:28 |                                     |          |  |

## Créditos
Tobías Alcayota
- Marcelo Peña
- Jorge Cabieses
- Jorge Coco Cabargas